# Domaine de chasse de la Lwama
Le domaine de chasse de la Lwama, ou de la Luama, est un ensemble deux aires protégées de la république démocratique du Congo. Ces deux aires sont situées aux abords de la Lwama, celle du nord, le plus souvent dénommée Lwama (Kivu) est dans le Sud-Kivu et le Maniema, celle du sud, dénommée Lwama Katanga, est dans le nord de la province du Tanganyika (district du Katanga jusqu’en 2015).
Le domaine est créé en 1935. La superficie combinée est approximativement 343 500 ha. Ces espèces principales sont : l’hippopotame, le buffle, le chimpanzé commun, le guib harnaché, le lion, et le sitatunga,.